# Barbara Schwarzfeldt
Barbara Schwarzfeldt (* 8. Mai 1957 in Krefeld) ist eine deutsche Schwimmerin und Olympiateilnehmerin. Die 1,67 m große und 60 kg schwere Athletin startete für den SV Würzburg 05.

## Leben
Schwarzfeldt gewann fünf Deutsche Meisterschaften:
- 200 m Freistil: 1974
- 400 m Freistil: 1976
- 200 m Delfin: 1974 und 1975
- 400 m Lagen: 1976

Bei den Olympischen Spielen 1972 in München startete sie über 800 m Freistil und kam in 9:24,89 min auf Platz 11 unter 35 Teilnehmerinnen.
Ihren größten Erfolg feierte sie zwei Jahre später bei den Europameisterschaften in Wien, wo sie über 200 m Delfin an den Start ging. In 2:19,71 min musste sie sich nur den beiden DDR-Schwimmerinnen Rosemarie Kother (Gold in 2:14,45 min) und Anne-Katrin Leucht (Silber in 2:18,45 min) geschlagen geben und gewann die Bronzemedaille. Hierfür wurde sie von Bundespräsident Walter Scheel mit dem Silbernen Lorbeerblatt ausgezeichnet.